# (39561) 1992 QA
1992 كيو أي (ويعرف أيضًا باسم (39561) 1992 كيو أي وفق تسمية الكوكب الصغير) (بالإنجليزية: 1992 QA)‏ هو كويكب ضمن حزام الكويكبات؛ وترتيبه 39561 من حيث الاكتشاف.
اكتُشف هذا الجُرم الفلكي بواسطة روبرت إتش ماكنوت في 19 أغسطس 1992.

## وصلات خارجية
- (39561) 1992 QA في قاعدة بيانات مختبر الدفع النفاث لأجرام النظام الشمسي الصغيرة

- الاكتشاف · مخطط المدار ·  العناصر المدارية · المعلمات المادية

- (39561) 1992 QA على موقع ويكي سكاي: DSS2, SDSS, GALEX, IRAS, Hydrogen α, X-Ray, Astrophoto, Sky Map, Articles and images